# Pacte de Céret

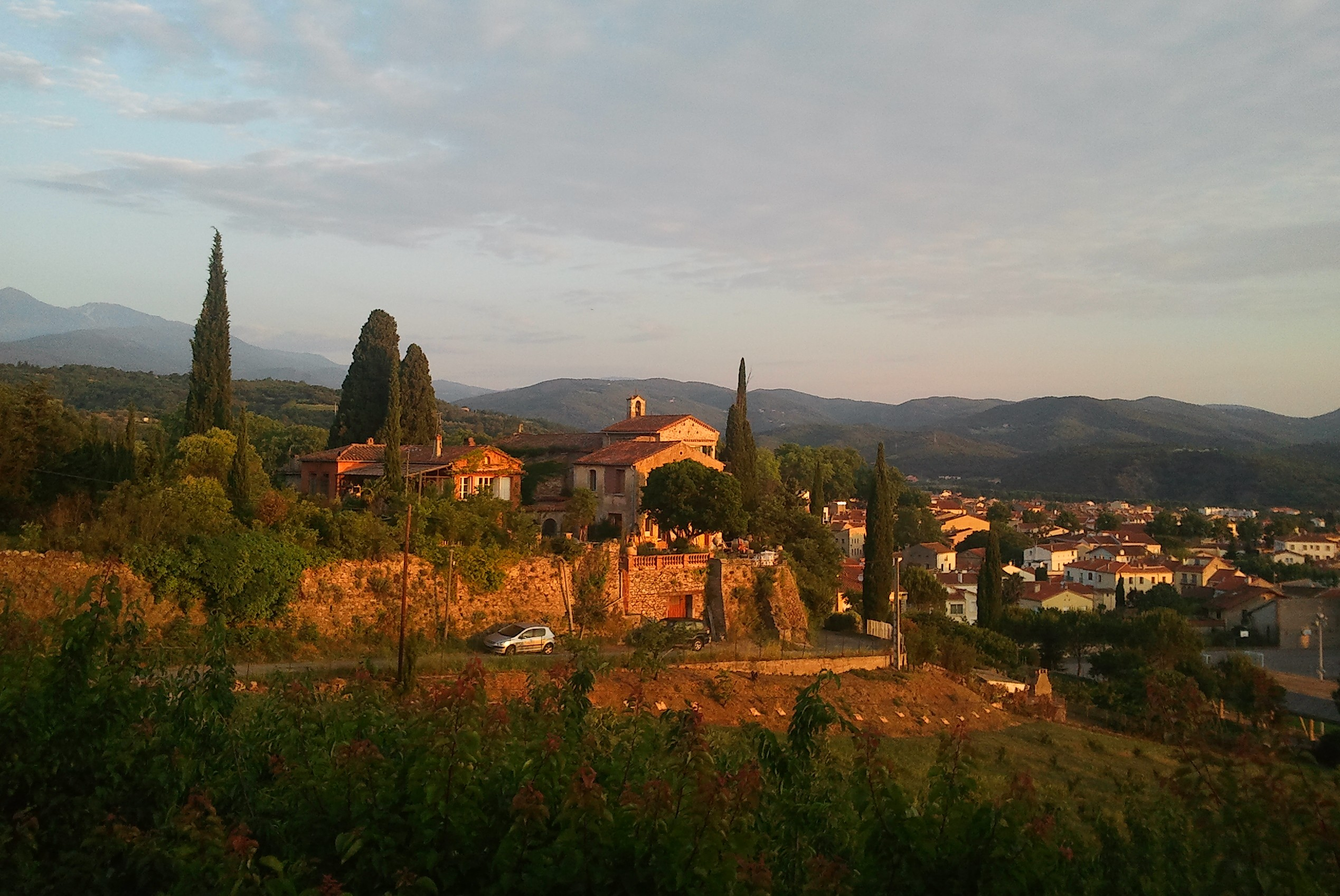
Le couvent des Capucins à Céret

Le pacte de Céret est un traité signé à Céret (comté de Roussillon) entre les représentants de la principauté de Catalogne révoltée durant le soulèvement de 1640 et le royaume de France.

## Présentation

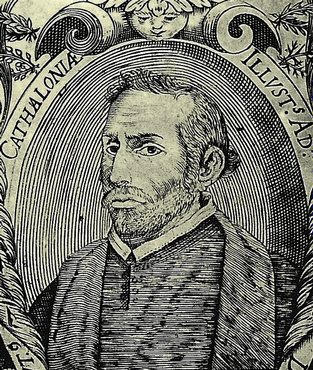
Pau Claris

Le 7 septembre 1640, les représentants de la généralité de Catalogne, Ramon de Guimerà i de Tamarit et Francesc de Vilaplana (neveu de Pau Claris) signent un accord dans le couvent des Capucins de Céret (dans le Roussillon, ville acquise par la suite par la France en vertu du traité des Pyrénées de 1659) avec Bernard du Plessis-Besançon, représentant de Louis XIII et envoyé par le cardinal de Richelieu. Selon cet accord, la Catalogne devait recevoir une aide militaire, se séparer de la Monarchie espagnole et se constituer en république libre sous la protection du roi français.
Pau Claris convoque la Junta General de Braços (ca) (les Corts de Catalogne sans le roi) le 10 septembre 1640, mais parallèlement, et sans consulter les villes, engage les contacts avec les Français.
Il convoque la Junta General de Braços, qui s'érige en l'institution devant gérer la nouvelle situation. Puis il officialise les engagements avec la France ainsi que la sécession. Enfin il émet un emprunt public pour financer les dépenses militaires. L'avance victorieuse des troupes royales lors des batailles de Cambrils, Tarragone et Martorell fait que la Junte cède aux pressions françaises et proclame Louis XIII comte de Barcelone le 23 janvier 1641, trois jours avant la bataille de Montjuïc, qui stoppa l'attaque espagnole sur Barcelone.

## Sources
- (es) Cet article est partiellement ou en totalité issu de l’article de Wikipédia en espagnol intitulé « Pacto de Ceret » (voir la liste des auteurs).